# Pave Linus
Pave Linus  eller Sankt Linus (død i perioden 67-80) regnes af den romersk-katolske kirke som den anden pave, idet han efterfulgte apostlen Peter. Tertullians påstand om, at apostlen Peter blev efterfulgt af Clemens, er der ingen grund til at fæste lid til. De ældste kilder fra Irenæus, Skt. Hippolytus, Eusebius af Cæsarea, Julius Africanus, og det liberianske katalog fra 354 regner Linus som Peters efterfølger.
I den apostolske konstitution, godkendt af pave Clemens, skrev Peter: "Hvad angår de biskopper, som er udnævnt i vor levetid, siger vi jer, at disse:...For kirken i Rom var Linus, søn af Claudia, den første og udnævnt af Paulus, og Clemens vil efter Linus' død blive den anden som udnævnt af mig, Peter."
Ifølge Irenæus af Lyon i Adversus haereses III.iii.3, var pave Linus identisk med den Linus, som Paulus nævner i sit andet brev til Timoteus: "Skynd dig at komme før vinteren. Hilsen fra Eubulos, Pudens, Linus, Claudia og alle brødrene." Men selv om Linus' mor blev sagt at hedde Claudia, er hilsenen ingen sikker identifikation af nogen af dem.
Man ved meget lidt om Linus. Alle skrifter, som overleveringen har tilskrevet ham, regnes i dag som usikre. Som med dateringen for starten af hans pavedømme er det tilsvarende forskelligt, hvornår han menes at være død. Årstallet varierer fra 67 i både Liber pontificalis og det liberianske katalog til Eusebius' påstand om, at Linus var biskop frem til andet år i Titus's regeringstid, dvs. år 80.
Ifølge Liber pontificalis døde han som martyr, men da der ikke var kristenforfølgelser i tiden mellem Nero og Domitian, lyder det usandsynligt.
Ifølge Liber pontificalis udnævnte Linus de første 15 biskopper, og blev begravet på Vatikanhøjen ved Peters side.
Ifølge traditionen er hans mindedag 23. september, der skulle være dagen for hans påståede henrettelse.